# Juzsno-szahalinszki repülőtér
A Juzsno-szahalinszki repülőtér (IATA: UUS, ICAO: UHSS) (orosz nyelven: Аэропорт Южно-Сахалинск) nemzetközi repülőtér Oroszországban, amely Juzsno-Szahalinszk közelében található. Éves utasforgalma 1 064 853 fő (2018).

## Futópályák
A repülőtér futópályái:
- 01/19 (3400 m, beton)

## Forgalom
Az utasforgalom az elmúlt években az alábbi módon változott:
| Utasok száma | 663 086 | 630 323 | 773 243 | 834 960 | 853 671 | 849 211 | 985 211 | 1 064 853 | 795 873 | 1 069 627 |
|              | 2008    | 2009    | 2011    | 2012    | 2014    | 2015    | 2017    | 2018      | 2020    | 2021      |